# Sportclub Sand 1946 2014-2015 (calcio femminile)
Questa voce raccoglie le informazioni riguardanti lo Sportclub Sand 1946 nelle competizioni ufficiali della stagione 2014-2015.

## Divise e sponsor
Il main sponsor era hilzinger mentre quello tecnico, fornitore delle tenute da gioco, era Adidas.
|  | Casa | Trasferta |

## Organigramma societario
Tratto dal sito societario.
Area tecnica
- Allenatore: Niko Koutroubis (fino al 10 dicembre 2014)
- Allenatore: Sven Kahlert (dal 10 dicembre 2014 al 6 agosto 2015)
- Allenatori in seconda: Jens Schreier, Claudia von Lanken
- Allenatore dei portieri: Simon Panter
- Preparatore atletico: Marco Utz

## Rosa
Rosa, ruoli e numeri di maglia come da sito societario, aggiornati al 24 marzo 2015, integrati dal sito della Federcalcio tedesca (DFB).
| N. |                          | Ruolo | Calciatore                  |
| -- | ------------------------ | ----- | --------------------------- |
| 1  | Stati Uniti (bandiera)   | P     | Alexa Gaul                  |
| 2  | Francia (bandiera)       | D     | Stéphanie Wendlinger        |
| 3  | Danimarca (bandiera)     | D     | Cecilie Sandvej             |
| 4  | Germania (bandiera)      | C     | Vivien Wagner               |
| 5  | Croazia (bandiera)       | D     | Allison Scurich             |
| 6  | Nuova Zelanda (bandiera) | D     | Rebekah Stott               |
| 6  | Canada (bandiera)        | D     | Bryanna McCarthy            |
| 6  | Germania (bandiera)      | C     | Sabine Stoller              |
| 7  | Germania (bandiera)      | D     | Anne van Bonn               |
| 8  | Germania (bandiera)      | C     | Julia Zirnstein             |
| 9  | Germania (bandiera)      | A     | Christine Veth              |
| 10 | Germania (bandiera)      | C     | Patricia Hanebeck           |
| 11 | Germania (bandiera)      | C     | Angela Migliazza (capitano) |

| N. |                        | Ruolo | Calciatore            |
| -- | ---------------------- | ----- | --------------------- |
| 12 | Slovacchia (bandiera)  | P     | Mária Korenčiová      |
| 13 | Francia (bandiera)     | D     | Noémie Freckhaus      |
| 17 | Albania (bandiera)     | A     | Furtuna Velaj         |
| 18 | Germania (bandiera)    | A     | Carmen Höfflin        |
| 19 | Francia (bandiera)     | C     | Jeanne Haag           |
| 21 | Germania (bandiera)    | C     | Julia Schneider       |
| 22 | Germania (bandiera)    | C     | Sinah Amann           |
| 23 | Svizzera (bandiera)    | C     | Isabelle Meyer        |
| 24 | Stati Uniti (bandiera) | P     | Malori Lofton-Malachi |
| 26 | Germania (bandiera)    | C     | Louisa Frank          |
| 26 | Italia (bandiera)      | A     | Ilaria Mauro          |
| 31 | Germania (bandiera)    | P     | Sabrina Lang          |
| 33 | Portogallo (bandiera)  | C     | Tatiana Pinto         |

## Calciomercato

### Sessione estiva
| Acquisti | Acquisti        | Acquisti                   | Acquisti   |
| R.       | Nome            | da                         | Modalità   |
| -------- | --------------- | -------------------------- | ---------- |
| D        | Cecilie Sandvej | Washington Spirit          | definitivo |
| C        | Julia Schneider | Sindelfingen               | definitivo |
| C        | Vivien Wagner   | Friburgo [Primavera B (F)] | definitivo |
| A        | Carmen Höfflin  | Friburgo                   | definitivo |

| Cessioni | Cessioni            | Cessioni    | Cessioni                       |
| R.       | Nome                | a           | Modalità                       |
| -------- | ------------------- | ----------- | ------------------------------ |
| D        | Madeleine Kurek     | Sand II     | aggregata alla squadra riserve |
| C        | Alyscha Mottershead | Ottawa Fury | definitivo                     |

### Sessione invernale
| Acquisti | Acquisti         | Acquisti     | Acquisti   |
| R.       | Nome             | da           | Modalità   |
| -------- | ---------------- | ------------ | ---------- |
| P        | Alexa Gaul       | Selfoss      | definitivo |
| D        | Alexa St. Martin | Herforder    | definitivo |
| D        | Bryanna McCarthy | Ottawa Fury  | definitivo |
| C        | Mélissa Busque   | Laval Comets | definitivo |
| A        | Furtuna Velaj    | Kolbotn      | definitivo |

| Cessioni         | Cessioni       | Cessioni           | Cessioni   |
| R.               | Nome           | a                  | Modalità   |
| ---------------- | -------------- | ------------------ | ---------- |
| P                | Juliane Fuchs  | Niederkirchen      | definitivo |
| D                | Rebekah Stott  | Claudelands Rovers | definitivo |
| Altre operazioni |                |                    |            |
| R.               | Nome           | da                 | Modalità   |
| C                | Mélissa Busque | Laval Comets       | definitivo |

## Risultati

### Frauen-Bundesliga

#### Girone di andata
| Arbitro: | Appelmann (Sörgenloch) |

|           |           |            |
| Mauro 19’ | Marcatori | 39’ Arnold |

| Arbitro: | Illing (Limbach-Oberfrohna) |

|          |           |                                  |
| Nesse 1’ | Marcatori | 22’ Hanebeck 60’ Stott 85’ Meyer |

| Arbitro: | Wacker (Lehrensteinsfeld) |

|  |           |            |
|  | Marcatori | 87’ Klasen |

| Arbitro: | Haider (Roth) |

|                                        |           |  |
| Garefrekes 9’ Marozsán 31’ Šašić 90+1’ | Marcatori |  |

| Arbitro: | Diekmann (Essen) |

|           |           |                                     |
| Mauro 35’ | Marcatori | 34’ Starke 43’ Schöne 90+2’ Kayikçi |

| Arbitro: | Kurtes (Düsseldorf) |

|            |           |  |
| Demann 55’ | Marcatori |  |

| Arbitro: | Westerhoff (Bochum) |

|  |           |                                                       |
|  | Marcatori | 12’ Bernauer 32’ Graham Hansen 81’ (rig.), 86’ Magull |

| Arbitro: | Wacker (Marbach am Neckar) |

|                                            |           |  |
| Miedema 8’, 31’ Behringer 27’ Beckmann 84’ | Marcatori |  |

| Arbitro: | Appelmann (Sörgenloch) |

|                                                     |           |            |
| Mauro 45+1’ Wendlinger 47’ Scurich 52’ Van Bonn 84’ | Marcatori | 57’ Morina |

| Arbitro: | Diekmann (Dortmund) |

|                |           |  |
| Rauch 22’, 29’ | Marcatori |  |

| Arbitro: | Heimann (Gladbeck) |

|              |           |                        |
| Van Bonn 24’ | Marcatori | 47’ Hegering 58’ Simon |

#### Girone di ritorno
| Arbitro: | Stolz (Pritzwalk) |

|                                      |           |         |
| Julien 18’ Percival 22’ Hartmann 88’ | Marcatori | 9’ Veth |

| Arbitro: | Wolk (Worms) |

|                                              |           |                         |
| Patricia Hanebeck 9’ Mauro 23’, 54’ Veth 85’ | Marcatori | 61’ Schaaf 75’ Ronzetti |

| Arbitro: | Haider (Roth) |

|                           |           |                        |
| Schüller 9’ Ioannidou 82’ | Marcatori | 20’ Zirnstein 30’ Veth |

| Arbitro: | Heimann (Gladbeck) |

|          |           |                            |
| Veth 35’ | Marcatori | 70’ Garefrekes 81’ Prießen |

| Arbitro: | Lohmeyer (Holtland) |

|                                     |           |                |
| Maier 32’ (rig.) Wilde 46’ Igwe 90’ | Marcatori | 54’, 85’ Mauro |

| Arbitro: | Wacker (Lehrensteinsfeld) |

|                             |           |                        |
| Veth 17’, 30’ Zirnstein 69’ | Marcatori | 26’ Evels 45+1’ Demann |

| Arbitro: | Stolz (Pritzwalk) |

|                             |           |  |
| Graham Hansen 40’ Ōgimi 56’ | Marcatori |  |

| Arbitro: | Westerhoff (Bochum) |

|            |           |                          |
| Scurich 1’ | Marcatori | 29’ Lewandowski 69’ Abbé |

| Arbitro: | Diekmann (Essen) |

|              |           |          |
| Weichelt 52’ | Marcatori | 57’ Veth |

| Arbitro: | Wozniak (Herne) |

|          |           |            |
| Veth 27’ | Marcatori | 15’ Wesely |

| Arbitro: | Appelmann (Sörgenloch) |

|  |           |           |
|  | Marcatori | 71’ Mauro |

### DFB-Pokal
| Arbitro: | Haider (Roth) |

|  |           |                                                                                       |
|  | Marcatori | 5’, 24’ (rig.), 66’ Van Bonn 30’, 39’ Mauro 43’ Zirnstein 56’, 60’ Stott 72’ Hanebeck |

| Arbitro: | Schlemmer (Nußbach) |

|                                                       |           |  |
| Veth 17’, 45’ Stott 22’ Van Bonn 26’, 32’ Höfflin 49’ | Marcatori |  |

| Arbitro: | Wolk (Worms) |

|                           |           |  |
| Hanebeck 74’ Van Bonn 80’ | Marcatori |  |

| Arbitro: | Rafalski (Baunatal) |

|                         |           |             |
| Jakabfi 69’ Müller 117’ | Marcatori | 90+1’ Stott |

## Statistiche

### Statistiche di squadra
| Competizione         | Punti | In casa | In casa | In casa | In casa | In casa | In casa | In trasferta | In trasferta | In trasferta | In trasferta | In trasferta | In trasferta | Totale | Totale | Totale | Totale | Totale | Totale | DR  |
| Competizione         | Punti | G       | V       | N       | P       | Gf      | Gs      | G            | V            | N            | P            | Gf           | Gs           | G      | V      | N      | P      | Gf     | Gs     | DR  |
| -------------------- | ----- | ------- | ------- | ------- | ------- | ------- | ------- | ------------ | ------------ | ------------ | ------------ | ------------ | ------------ | ------ | ------ | ------ | ------ | ------ | ------ | --- |
| Frauen-Bundesliga    | 19    | 11      | 3       | 2       | 6       | 17      | 21      | 11           | 2            | 2            | 7            | 10           | 22           | 22     | 5      | 4      | 13     | 27     | 43     | -16 |
| DFB-Pokal der Frauen | -     | 2       | 2       | 0       | 0       | 8       | 0       | 2            | 1            | 0            | 1            | 10           | 2            | 4      | 3      | 0      | 1      | 18     | 2      | +16 |
| Totale               | -     | 13      | 5       | 2       | 6       | 25      | 21      | 13           | 3            | 2            | 8            | 20           | 24           | 26     | 8      | 4      | 14     | 45     | 45     | 0   |

### Andamento in campionato
| Giornata  | 1 | 2 | 3 | 4 | 5 | 6  | 7  | 8  | 9 | 10 | 11 | 12 | 13 | 14 | 15 | 16 | 17 | 18 | 19 | 20 | 21 | 22 |
| --------- | - | - | - | - | - | -- | -- | -- | - | -- | -- | -- | -- | -- | -- | -- | -- | -- | -- | -- | -- | -- |
| Luogo     | C | T | C | T | C | T  | C  | T  | C | T  | C  | T  | C  | T  | C  | T  | C  | T  | C  | T  | C  | T  |
| Risultato | N | V | P | P | P | P  | P  | P  | V | P  | P  | P  | V  | N  | P  | P  | V  | P  | P  | N  | N  | V  |
| Posizione | 4 | 4 | 6 | 8 | 9 | 10 | 10 | 10 | 9 | 10 | 10 | 10 | 10 | 10 | 10 | 10 | 10 | 10 | 10 | 10 | 10 | 10 |

Legenda:

Luogo: C = Casa; T = Trasferta. Risultato: V = Vittoria; N = Pareggio; P = Sconfitta.

### Statistiche delle giocatrici
| Giocatore         | Frauen-Bundesliga | Frauen-Bundesliga | Frauen-Bundesliga | Frauen-Bundesliga | DFB-Pokal der Frauen | DFB-Pokal der Frauen | DFB-Pokal der Frauen | DFB-Pokal der Frauen | Totale   | Totale | Totale      | Totale     |
| Giocatore         | Presenze          | Reti              | Ammonizioni       | Espulsioni        | Presenze             | Reti                 | Ammonizioni          | Espulsioni           | Presenze | Reti   | Ammonizioni | Espulsioni |
| ----------------- | ----------------- | ----------------- | ----------------- | ----------------- | -------------------- | -------------------- | -------------------- | -------------------- | -------- | ------ | ----------- | ---------- |
| S. Amann          | 1                 | 0                 | 0                 | 0                 | 1                    | 0                    | 0                    | 0                    | 2        | 0      | 0           | 0          |
| L. Frank          | 8                 | 0                 | 0                 | 0                 | 1                    | 0                    | 0                    | 0                    | 9        | 0      | 0           | 0          |
| N. Freckhaus      | 4                 | 0                 | 1                 | 0                 | 1                    | 0                    | 0                    | 0                    | 5        | 0      | 1           | 0          |
| A. Gaul           | 0                 | 0                 | 0                 | 0                 | -                    | -                    | -                    | -                    | 0        | 0      | 0           | 0          |
| J. Haag           | 6                 | 0                 | 1                 | 0                 | 2                    | 0                    | 0                    | 0                    | 8        | 0      | 1           | 0          |
| P. Hanebeck       | 21                | 2                 | 1                 | 0                 | 4                    | 2                    | 0                    | 0                    | 25       | 4      | 1           | 0          |
| C. Höfflin        | 16                | 0                 | 2                 | 0                 | 3                    | 1                    | 0                    | 0                    | 19       | 1      | 2           | 0          |
| M. Korenčiová     | 10                | -19               | 1                 | 0                 | 1                    | 0                    | 0                    | 0                    | 11       | -19    | 1           | 0          |
| S. Lang           | 2                 | -5                | 0                 | 0                 | 1                    | -2                   | 0                    | 0                    | 3        | -7     | 0           | 0          |
| M. Lofton-Malachi | 11                | -19               | 1                 | 0                 | 2                    | 0                    | 0                    | 0                    | 13       | -19    | 1           | 0          |
| I. Mauro          | 20                | 8                 | 0                 | 0                 | 3                    | 2                    | 0                    | 0                    | 23       | 10     | 0           | 0          |
| B. McCarthy       | 1                 | 0                 | 0                 | 0                 | -                    | -                    | -                    | -                    | 1        | 0      | 0           | 0          |
| I. Meyer          | 20                | 1                 | 0                 | 0                 | 1                    | 0                    | 0                    | 0                    | 21       | 1      | 0           | 0          |
| A. Migliazza      | 22                | 0                 | 3                 | 0                 | 4                    | 0                    | 0                    | 0                    | 26       | 0      | 3           | 0          |
| T. Pinto          | 0                 | 0                 | 0                 | 0                 | 0                    | 0                    | 0                    | 0                    | 0        | 0      | 0           | 0          |
| C. Sandvej        | 22                | 0                 | 2                 | 0                 | 3                    | 0                    | 0                    | 0                    | 25       | 0      | 2           | 0          |
| J. Schneider      | 11                | 0                 | 1                 | 0                 | 3                    | 0                    | 1                    | 0                    | 14       | 0      | 2           | 0          |
| A. Scurich        | 22                | 2                 | 1                 | 0                 | 4                    | 0                    | 0                    | 0                    | 26       | 2      | 1           | 0          |
| R. Stott          | 13                | 1                 | 0                 | 0                 | 4                    | 4                    | 1                    | 0                    | 17       | 5      | 1           | 0          |
| A. Van Bonn       | 22                | 2                 | 4                 | 0                 | 4                    | 6                    | 1                    | 0                    | 26       | 8      | 5           | 0          |
| F. Velaj          | 3                 | 0                 | 0                 | 0                 | -                    | -                    | -                    | -                    | 3        | 0      | 0           | 0          |
| C. Veth           | 22                | 8                 | 3                 | 0                 | 4                    | 2                    | 0                    | 0                    | 26       | 10     | 3           | 0          |
| V. Wagner         | 4                 | 0                 | 0                 | 0                 | 1                    | 0                    | 0                    | 0                    | 5        | 0      | 0           | 0          |
| S. Wendlinger     | 17                | 1                 | 3                 | 1                 | 2                    | 0                    | 0                    | 0                    | 19       | 1      | 3           | 1          |
| J. Zirnstein      | 21                | 2                 | 2                 | 0                 | 3                    | 0                    | 0                    | 0                    | 24       | 2      | 2           | 0          |